# Дзаралли, Онорио
Оно́рио Дзара́лли  (итал. Onorio Zaralli; род. 21 ноября 1960 , Норма, Лацио,  Италия) — итальянский флейтист-исполнитель, музыкальный педагог, публицист

## Биография
Родился 21 ноября 1969 г. в Норме (провинция Латина региона Лацио), там же  в 1979 г. окончил классический лицей «Данте Алигьери». Музыке учился с детства, играл в духовом оркестре родного городка  на флейте и флейте-пикколо.

Получил классическое музыкальное образование, закончив на «отлично» Консерваторию Санта Чечилия в Риме у маэстро Анджело Персикилли, первого флейтиста Симфонического оркестра Национальной академии Санта Чечилия, затем успешно продолжил учёбу как солист в Королевском музыкальном колледже в Лондоне. Лауреат международных конкурсов в Анконе (1981), Стрезе (1982),  Читта-ди-Кастелло (1984) и национального в Пальми (1982),  занимался профессиональной деятельностью в составе Симфонического оркестра Академии Санта Чечилия в Риме, Симфонического оркестра Сан-Ремо, Оркестра радио и телевидения в Бухаресте. В Болонье был первым исполнителем произведений Донатони, Гварньери и Шаррино с инструментальной ансамблем «Musica d’ Oggi». Участвовал во многих крупных музыкальных фестивалях и концертных организациях  («Gonfalone di Roma», «Римская музыкальная весна», «Campus Internazionale» в Сермонете, «Понтино», Фестиваль Паизиелло в Таранто, Фестиваль камерной музыки в Позитано, Фестиваль барокко в Витербо, Городской театр Терамо,  Французская академия в Риме и т.д.) 

С 1984 г. ведёт активную концертную деятельность за границей: в США, Франции, Люксембурге, Австралии, Южной Корее, Мексике и особенно в России с 1990 по 1994 г. Выступал в Свердловской, Московской, Санкт-Петербургской, Тюменской филармониях, Смольном соборе, Эрмитажном театре, участвовал в Фестивале Моцарта в Ленинграде, исполнив все концерты Моцарта для флейты, а также посвящённые ему сочинения российских авторов. Его концерты транслировались по итальянскому, корейскому, австралийскому и российскому телевидению (Rai International, TBC, SBS, Ленинградскому телевидению). Делал записи для радиостанций Radiouno, Radiodue, Radiotre, R.S.L., Radio Vaticana, Радио Нью-Йорка. В 1992 и 1993 гг. выступил в Санкт-Петербурге с Пасхальными концертами и записал 2 CD-диска и 1 видео с музыкой Стамица, Вивальди, Глюка, Баха и Моцарта для флейты с оркестром (под управлением А. Аниханова и С. Сондецкиса). В 1994 г. был художественным руководителем Фестиваля итальянской музыки в Малом зале им. Глинки Санкт-Петербургской филармонии; в 1997 г. – президентом Международного фестиваля «Concerto Italiano» при Академии Фарнезе в Капрароле. 

В 1996 г. опробовал и одобрил новую модель головки для флейты из ценных сортов древесины, которая является его спонсорской помощью Национальному конкурсу флейтистов им. Ф. Чилеа в Пальми. В 1999 г. основал в Падуе Венецианскую флейтовую академию. Поклонник мультимедийных средств, совершенствовался  при Университете «Tuscia» в Витербо по специализации «Электронное обучение и объект обучения», выпустил книги и мультимедийные CD-Rom, основал Центр мультимедийного обучения «Il Ninfeo».

Проводил мастер-классы в Италии,  Манхэттенской школе музыки Нью-Йорка, Chewon School of Arts (Корея), Консерватории им. Римского-Корсакова в Санкт-Петербурге. Выступил с концертом и мастер-классом в рамках фестиваля "Большие флейтовые дни" в Москве (апрель 2019 г.)

Автор большого числа оригинальных пьес для флейты-соло и исследований «Моцарт, концерты для флейты», «Во время концерта, контроль эмоций при публичных выступлениях» и «Играть с душой, самоконтроль и полное самораскрытие».

Инициатор создания и один из авторов международного многоязычного сайта The Babel Flute, посвящённого вопросам флейтового исполнительства и истории флейты и задуманного как интернет-журнал и платформа для общения и обмена опытом флейтистов разных стран.

Женат, имеет двоих детей – дочь Мартину и сына Франческо.

## Публикации  (книги, электронные книги, статьи, нотные сборники)
- The Bible flute - 21 пьеса для флейты-соло, вдохновлённая персонажами и сюжетами Ветхого и Нового Заветов - Concerto Italiano - 2017
- Suonare con l'anima («Играть с душой») – трактат о флейте, поделенный из 4-х разделов: физиология флейтиста; техника игры на инструменте; интерпретаторский анализ; музыкальное исполнение во время концерта - Concerto Italiano - 2017
- Canto io («Я пою») - 16 оригинальных песен на слова «Лучи света в мире» (Raggi di luce nel mondo) - De Agostini, Theorema - 2017
- Il Giubileo della Misericordia («Юбилей Милосердия») - De Agostini, Marietti Scuola - 2015
- Musica in jeans plus - Light book - Bulgarini - 2015
- Atlante delle altre religioni («Атланты иных религий») – электронная книга в формате epub 3, содержащая в аудио и видео  - Marietti Scuola - 2015
- Musica in jeans plus - Bulgarini - 2014
- Il valore educativo della musica nell'antica Grecia («Воспитательная ценность музыки ы Древней Греции») - in Il manuale di scienze umane, Marietti Scuola - 2014
- Verifiche per la certificazione delle competenze («Проверочные испытания для подтверждения знаний») - Bulgarini - 2013
- I luoghi sacri delle religioni («Святые места религий») - De Agostini, Marietti Scuola - 2013
- I luoghi sacri delle religioni («Святые места религий») - De Agostini, Marietti Scuola - 2012
- Verdi, un mito italiano («Верди, итальянский миф») - Bulgarini - 2012
- Oggi in concerto («Сегодня на концерте») - Bulgarini - 2011
- Musica in jeans - Bulgarini - 2010
- Audio Bibbia («Аудио-Библия») - De Agostini, Marietti Scuola - 2010
- Lezioni digitali («Цифровые уроки») - Academia Universa Press - 2010
- Grammatica italiana («Итальянская грамматика») - Garamond - 2009
- I promessi sposi ad alta voce («Жених и невеста вслух») - Bulgarini - 2009
- Ascoltare i Vangeli («Слушать Евангелия») - De Agostini, Marietti Scuola - 2006
- Multimedialità per tutti («Мультимедийность для всех»)– Argo
- Mozart, Concerti per flauto («Моцарт, концерты для флейты»)
- In concerto, Il controllo dell’ emotività nelle pubbliche esecuzioni («Во время концерта, контроль эмоций при публичных выступлениях» - Concerto Italiano—1995

## Дискография
- Concerto di Pasqua a San Pietroburgo (Пасхальный концерт в Санкт-Петербурге), 1992 - Ed. Concerto Italiano;
- Concerto di Pasqua a San Pietroburgo (Пасхальный концерт в Санкт-Петербурге), 1993 - Ed. Tirreno;
- Il flauto di cristallo Claude Laurent del 1841 in collaborazione con il museo nazionale degli strumenti musicali di Roma (Хрустальная флейта Клода Лорана 1841 г. при сотрудничестве с Национальным музеем музыкальных инструментов в Риме);
- Telemann, 12 Fantasie per flauto solo, eseguite sul flauto di cristallo (Телеман, 12 Фантазий для флейты-соло, исполненные на хрустальной флейте);
- Just flute – музыка для флейты-соло XVIII и XIX веков;
- Just flute - музыка для флейты-соло XX и XXI веков;
- The Bible flute: 21 оригинальная пьеса  для флейты-соло  (композитор и исполнитель)

## Преподавательская деятельность
1985-86 – Консерватория Санта Чечилия в Риме

С 1999 г. до настоящего времени – Венецианская флейтовая академия (Падуя)

## Организаторская деятельность
Арт-директор музыкального фестиваля Concerto italiano, Италия (1986-1991)

Арт-директор Фестиваля итальянской музыки в Санкт-Петербурге, 1994 г.

Президент Международного музыкального фестиваля и конкурса, Италия, 1997 г.

Президент и преподаватель Венецианской флейтовой академии, Италия (по сегодняшний день)